# LWD Zuch
LWD Zuch – polski samolot szkolno-akrobacyjny produkowany w LWD w Łodzi. Wyprodukowano 6 maszyn (1 prototyp LWD Zuch 1 i  5 samolotów LWD Zuch 2).

## Historia
W 1948 roku opracowano samolot szkolno-akrobacyjny LWD Zuch. Samolot ten był odmianą samolotu LWD Junak jednakże był przeznaczony do aeroklubów. Pierwszy prototyp Zuch 1 był napędzany czechosłowackim silnikiem rzędowym Walter - Minor 6-III o mocy 160 KM. Oblot prototypu nastąpił 1 września 1948 roku. Próby w locie wykazały, że samolot był konstrukcją udaną, jednakże nie trafił do seryjnej produkcji ze względu na brak silników do niego (nie uruchomiono w Polsce produkcji licencyjnej używanego w nim silnika).
Zdecydowano się więc na użycie poniemieckich silników Simens Bramo Sh 14. Samolot z tym silnikiem oznaczono Zuch 2. Oblot nastąpił 1 kwietnia 1949 roku. Osiągi były jednak nieco niższe niż Zucha 1. Tej wersji wyprodukowano 5 egzemplarzy dla aeroklubów.
Do dziś zachowały się 3 egzemplarze tych samolotów: prototyp LWD Zuch 1 i dwa samoloty LWD Zuch 2 znajdujące się w krakowskim Muzeum Lotnictwa.